# Apodanthera roseana
Apodanthera roseana är en gurkväxtart som beskrevs av Célestin Alfred Cogniaux och J. N. Rose. Apodanthera roseana ingår i släktet Apodanthera och familjen gurkväxter. Inga underarter finns listade i Catalogue of Life.